# Tõrva
Tõrva é um município urbano estoniano localizado na região de Valgamaa.